# Principauté épiscopale de Worms
596–1797
Entités précédentes :
- Austrasie

Entités suivantes :
- République cisrhénane

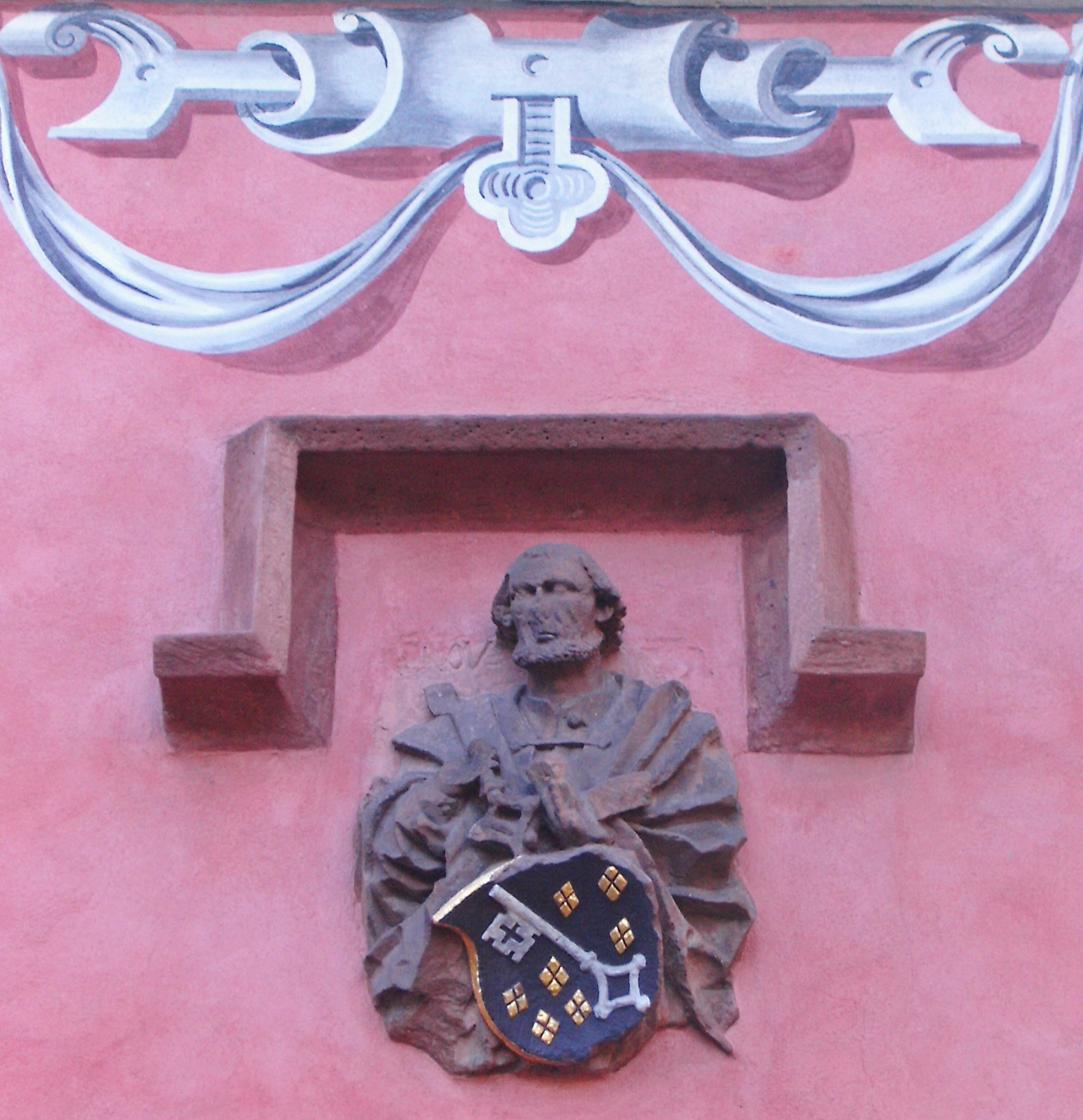
Saint Pierre, patron du diocèse, portant les armoiries de la principauté, dans la cour de l'évêché de Ladenburg; l'actuel musée de Lobdengau.

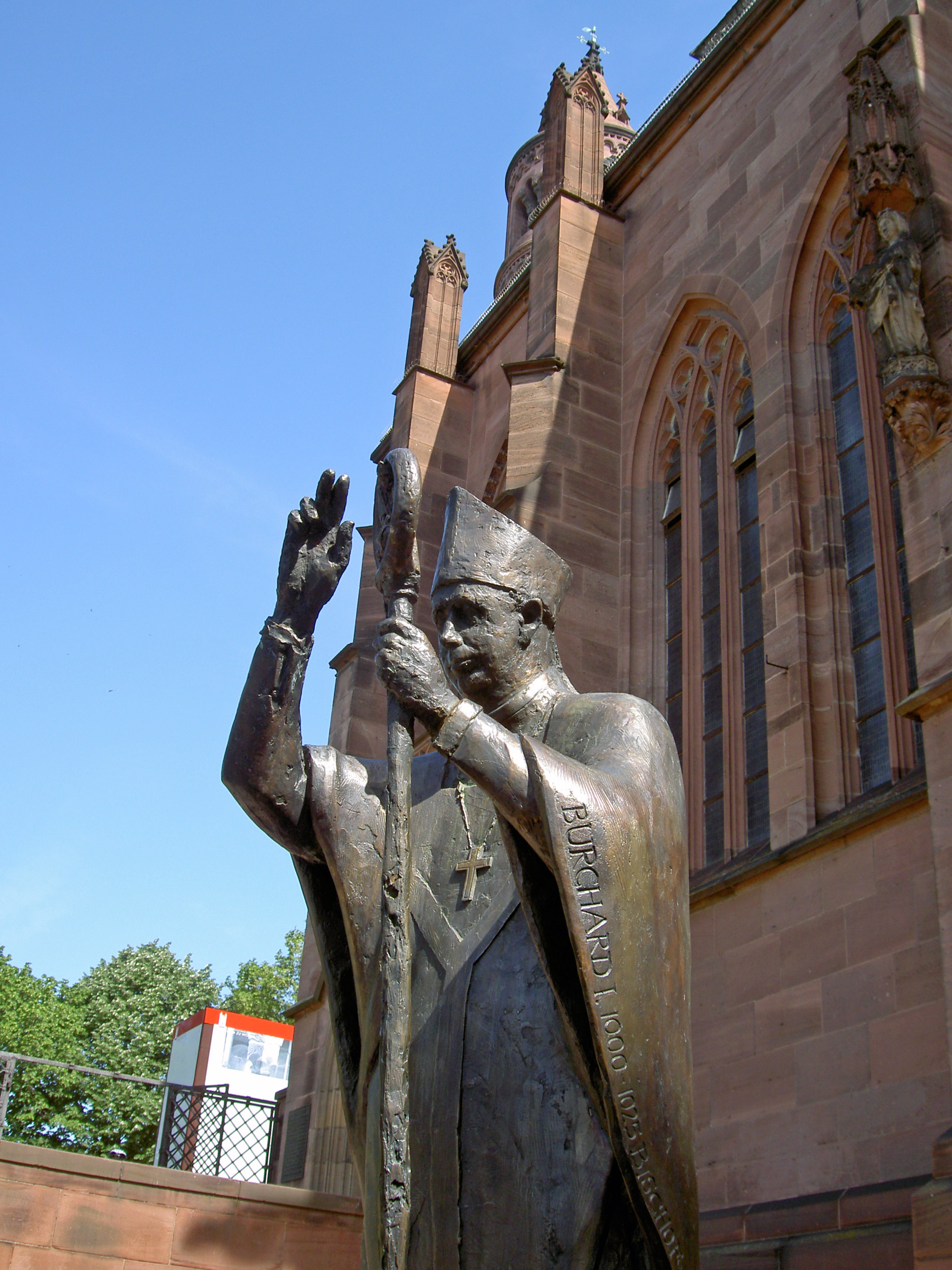
Statue de l'évêque Burchard devant la cathédrale de Worms.

La principauté épiscopale de Worms était une principauté ecclésiastique catholique dont la capitale était Worms. Cette mission d'évangélisation fondée sous le Bas Empire connut son apogée au haut Moyen Âge. Le siège du gouvernement était la cathédrale de Worms, une des trois cathédrales impériales rhénanes. La principauté de Worms exerçait son pouvoir temporel sur le Lobdengau, une petite région autour de Ladenburg. Elle perdit presque toute influence avec la Réforme et fut finalement dissoute après la conquête française (1797).

## Histoire de la principauté
Les origines de la principauté de Worms remontent au mieux à l'empereur Constantin : un évêque de Worms est effectivement cité comme assistant à l'hypothétique synode de Cologne de 346 ; aucune cathédrale n'est mentionnée à Worms à cette période.
La succession des évêques de Worms ne commence véritablement qu'à l’époque franque, avec la mention de l'évêque Berhtulf au Concile de Paris (614). Divers indices concourants sur l’influence du diocèse de Metz rendent vraisemblable une réorganisation du diocèse sous le règne du roi d'Austrasie Childebert II (575–596) qui y avait établi son palais. Peu après, les premières missions chrétiennes s'installent à Worms, en rive droite du Rhin.
Sous les rois carolingiens, Worms devint un centre politique important, au point qu'aux VIIIe et IXe siècles ses évêques siégeaient à la cour et leur titre était fréquemment uni à celui d'un abbatiat extérieur au périmètre du diocèse.
La principauté, dépendant de la Province ecclésiastique de Mayence, disposait encore au XIIe siècle d'un rayonnement économique considérable et se divisait en quatre archidiaconnats : celui du prévôt de Worms et de l'arrière-pays de la rive gauche du Rhin, le prévôt de Saint-Paul de Worms pour le Nord de la rive gauche du Rhin, le prévôt de Saint Cyriaque de Neuhausen pour le Lobdengau et le prévôt de Saint-Pierre de Wimpfen pour la vallée de l'Elsenz et le Gartachgau dans l'est du Diocèse.
Le chapitre cathédral comptait en 1270 plus de 50 prébendes, nombre qui en 1291 était tombé à 44 puis, en 1475, à 43. Il y avait alors encore 35 chanoines, et six prébendes dont les bénéficiaires n'étaient pas chanoines, mais devaient toutefois être titulaire de la prêtrise. À partir de 1281, le chapitre cessa de recruter des bourgeois parmi les siens, de sorte que le chapitre ne comptait plus que des membres de la noblesse du Palatinat.
Au XIIIe siècle, les évêques se firent représenter par des auxiliaires dans leurs fonctions pontificales. Au XIVe siècle, les archidiacres perdirent leurs prérogatives au bénéfice du vicaire général. Vers la fin du Moyen Âge, le diocèse était divisé en dix doyennés d'environ 255 paroisses et un peu plus de 400 prélats travaillant à Worms.
Au XVIe siècle, une grande partie de la province s'était convertie à la Réforme, poussant le légat pontifical Commodone à proposer, lors de la diète d'Augsbourg (1566) une fusion progressive avec le Diocèse de Mayence, requête qui fut repoussée. Vers 1600, la principauté ne comptait plus que 15 paroisses.
Pour assurer la survie de la principauté, le chapitre cathédral prit soin dès la fin du XVIe siècle de s'assurer que les candidats à l'élection de l'évêque jouissent dès avant le scrutin d'autorité et de prébendes en dehors de la principauté, et au terme de la guerre de Trente Ans le chapitre finit par renoncer définitivement à élire un candidat ex gremio (« du sérail »), préférant des princes de l’Église étrangers. Cela eut pour conséquence immédiate que l'influence du chapitre cathédral devint prépondérante dans l'administration de la province, car l'évêque en titre ne résidait plus guère dans le diocèse.
La reconstitution du réseau paroissial, qui reprit vers cette époque, est essentiellement l’œuvre des ordres religieux, auxquels on avait abandonné localement le soin du service religieux quotidien : ainsi, jusqu'en 1732, le nombre des paroisses remonta jusqu'à 100. À partir de 1711, la principauté eut de nouveau à sa tête un évêque auxiliaire et, ne disposant pas de son propre séminaire, Fulda étendit son influence sur Worms.
L'armée française conquit en 1797 les territoires de la rive gauche du Rhin. Par le Concordat de 1801, les évêchés français se trouvaient agrandis, de façon que leurs limites coïncident avec des limites de départements. C'est pourquoi les autorités françaises s'efforcèrent de remembrer les territoires de la rive gauche de Worms avec d'autres territoires dans le nouvel évêché français de Mayence, qui se confondait avec le département du Mont-Tonnerre. Après la restitution des territoires de la rive gauche à la Prusse, on redécoupa en 1817 l'évêché de Mayence. La moitié sud, comprenant une grande partie de l'ancien évêché de Worms (notamment Frankenthal, Grünstadt, Bad Dürkheim, Kaiserslautern) fut rattachée au Diocèse de Spire rétabli, et mis sous la tutelle politique du Bavière. La moitié nord (plus petite, centrée sur Worms et sa région) demeura dans l'électorat de Mayence et devint hessoise.
La partie du diocèse de Worms comprenant les territoires de la rive droite du Rhin formèrent jusqu'en 1827 le vicariat autonome de Lampertheim. Puis le redécoupage des évêchés se solda par le rattachement de la moitié sud à l'archevêché de Fribourg (surtout Mannheim et Heidelberg), la moitié nord et est (Lampertheim, Bad Wimpfen) allant à l'archidiocèse de Mayence.
Les avoués de la principauté de Worms furent dès 1156 les comtes de Sarrebruck, puis la charge fut reprise par les comtes palatins du Rhin. Quoique l'évêque eût encore un rôle important jusque sous la dynastie des Hohenstaufen, il n'eut plus au fil des siècles qu'un petit territoire à administrer, et en 1400 son palais se trouvait à Ladenburg. En tant que prince-évêque, il conservait une voix à part entière à la Diète d'Empire.
Entre 1797 et 1801, les territoires de la rive gauche du Rhin, soit finalement 2 100 ha et 20 000 habitants, d'un rapport annuel de 8 500 florins, échurent à la France. Quant aux territoires de la rive droite, ils furent rattachés en 1803 aux duchés de Bade et de Hesse.
Au-delà de Worms les domaines de Moyenne-Hesse de l'ancien Lahngau (de) avaient été émiettés en une multitude de fiefs par les empereurs successifs. C'est ainsi qu'en 993 la régente d'Othon III confia l'abbaye de Weilbourg, ses terres et ses droits seigneuriaux à l’évêque de Worms Hildibald, recteur de la chancellerie, en quasi-dédommagement de ce que la principauté de Worms avait dû rendre les terres autour de Worms et la forêt du Palatinat au duc Salique Othon. La principauté de Worms prenait ainsi un poids politique accru dans la vallée moyenne de la Lahn. Jusqu'en 1002, presque toutes les terres de l'abbaye de Weilbourg (groupées autour des villes de Frankenberg, Marbourg, Gladenbach, Haiger, Weilbourg et Nassau) furent administrées par la principauté de Worms.
Karl E. Demandt écrit à ce propos dans son Histoire de la Hesse:
Avec l'appui des empereurs othoniens, l'évêché de Worms avait repris l'héritage des princes conradiens en Moyenne-Hesse, comme cela paraît au vaste complexe de terres d'empire qui l'entourent aux Xe et XIe siècle.
Le roi Conrad fit donation, entre autres en 914 du grand fief de l’église de Haiger à l'abbaye Sainte-Walburge de Weilbourg. L'empereur Otton III fit même donation en 993 de toutes les terres des Conradiens au chapitre de Worms.
Les comtes de Nassau, avoués de l'abbaye de Weiloburg, ne cessèrent de grignoter l'autorité du diocèse de Worms, étendirent et consolidèrent leurs fiefs à ses dépens.

## Voir également
- Liste des évêques de Worms